# Brachycentrus etowahensis
Brachycentrus etowahensis är en nattsländeart som beskrevs av Wallace 1971. Brachycentrus etowahensis ingår i släktet Brachycentrus och familjen bäcknattsländor. Inga underarter finns listade i Catalogue of Life.